# Madonna agli MTV Music Awards
Di seguito l'elenco dei premi e delle nomination ricevute da Madonna e delle sue performance in occasione delle manifestazioni organizzate da MTV per premiare i migliori artisti ogni anno: MTV Video Music Awards (in breve VMA), MTV Europe Music Awards (in breve EMA) e MTV Latin Music Awards (in breve LMA).

## Premi e Nomination
| Anno | Premio | Categoria                                                                               | Candidatura                                       | Esito     | Note |
| ---- | ------ | --------------------------------------------------------------------------------------- | ------------------------------------------------- | --------- | --- |
| 1984 | VMA    | Miglior artista esordiente                                                              | Borderline                                        | Candidato | vinto dagli Eurythmics per Sweet Dreams (Are Made of This) |
| 1985 | VMA    | Miglior video femminile                                                                 | Material Girl                                     | Candidato | vinto da Tina Turner per What's Love Got to Do with It |
| 1985 | VMA    | Miglior coreografia                                                                     | Material Girl                                     | Candidato | vinto da Elton John per Sad Songs (Say So Much) |
| 1985 | VMA    | Miglior coreografia                                                                     | Like a Virgin                                     | Candidato | vinto da Elton John per Sad Songs (Say So Much) |
| 1985 | VMA    | Miglior fotografia                                                                      | vinto da Don Henley per The Boys of Summer        | Candidato | |
| 1985 | VMA    | Miglior direzione artistica                                                             | vinto da Don Henley per The Boys of Summer        | Candidato | |
| 1986 | VMA    | Miglior coreografia                                                                     | Dress You Up                                      | Candidato | vinto da Prince & The Revolution per Raspberry Beret |
| 1986 | VMA    | Miglior coreografia                                                                     | Like a Virgin                                     | Candidato | vinto da Prince & The Revolution per Raspberry Beret |
| 1986 | VMA    | Video Vanguard Award                                                                    | Madonna                                           | Vinto     | premio alla carriera |
| 1987 | VMA    | Miglior performance                                                                     | Papa Don't Preach                                 | Candidato | vinto da Peter Gabriel per Sledgehammer |
| 1987 | VMA    | Miglior fotografia                                                                      | Papa Don't Preach                                 | Candidato | vinto da Robbie Nevil per C'est la vie |
| 1987 | VMA    | Miglior video femminile                                                                 | Papa Don't Preach                                 | Vinto     | nomination: Madonna - Open Your Heart, Kate Bush - The Big Sky, Janet Jackson - Nasty, Cyndi Lauper - True colors |
| 1987 | VMA    | Miglior video femminile                                                                 | Open Your Heart                                   | Candidato | vinto da Madonna stessa per Papa Don't Preach |
| 1987 | VMA    | Miglior coreografia                                                                     | Open Your Heart                                   | Candidato | vinto da Janet Jackson per Nasty |
| 1987 | VMA    | Miglior direzione artistica                                                             | Open Your Heart                                   | Candidato | vinto da Peter Gabriel per Sledgehammer |
| 1989 | VMA    | Video dell'anno                                                                         | Like a Prayer                                     | Candidato | vinto da Neil Young per This Note's for You |
| 1989 | VMA    | Miglior video scelto dal pubblico                                                       | Like a Prayer                                     | Vinto     | nomination: Fine Young Cannibals - She Drives Me Crazy, Michael Jackson - Leave Me Alone, Steve Winwood - Roll with It, Neil Young - This Note's for You                                                             |
| 1989 | VMA    | Miglior regia (David Fincher)                                                           | Express Yourself                                  | Vinto     | nomination: DJ Jazzy Jeff & the Fresh Prince - Parents Just Don't Understand, Van Halen - Finish What Ya Started, Jody Watley - Real Love, Steve Winwood - Roll with It                                              |
| 1989 | VMA    | Miglior direzione artistica (Vance Lorenzini)                                           | Express Yourself                                  | Vinto     | nomination: DJ Jazzy Jeff & the Fresh Prince - Parents Just Don't Understand, Debbie Gibson - Electric Youth, INXS New Sensation, Michael Jackson - Leave Me Alone, Jody Watley - Real Love                          |
| 1989 | VMA    | Miglior fotografia (Mark Plummer)                                                       | Express Yourself                                  | Vinto     | nomination: Michael Jackson - Smooth Criminal, Tanita Tikaram - Twist in My Sobriety, Steve Winwood - Roll with It                                                                                                   |
| 1989 | VMA    | Miglior video femminile                                                                 | Express Yourself                                  | Candidato | vinto da Paula Abdul per Straight Up |
| 1989 | VMA    | Miglior montaggio                                                                       | Express Yourself                                  | Candidato | vinto da Paula Abdul per Straight Up |
| 1990 | VMA    | Video dell'anno                                                                         | Vogue                                             | Candidato | vinto da Sinéad O'Connor per Nothing Compares 2 U |
| 1990 | VMA    | Miglior video femminile                                                                 | Vogue                                             | Candidato | vinto da Sinéad O'Connor per Nothing Compares 2 U |
| 1990 | VMA    | Miglior video dance                                                                     | Vogue                                             | Candidato | vinto da MC Hammer per U Can't Touch This |
| 1990 | VMA    | Miglior direzione artistica                                                             | Vogue                                             | Candidato | vinto dai The B-52's per Love Shack |
| 1990 | VMA    | Miglior coreografia                                                                     | Vogue                                             | Candidato | vinto da Janet Jackson per Rhythm Nation |
| 1990 | VMA    | Scelta del pubblico                                                                     | Vogue                                             | Candidato | vinto dagli Aerosmith per Janie's Got a Gun |
| 1990 | VMA    | Miglior regia (David Fincher)                                                           | Vogue                                             | Vinto     | nomination: Paula Abdul - Opposites Attract, Aerosmith - Janie's Got a Gun, Don Henley - The End of the Innocence |
| 1990 | VMA    | Miglior fotografia (Pascal Lebeque)                                                     | Vogue                                             | Vinto     | nomination: Aerosmith - Janie's Got a Gun, Billy Joel - We Didn't Start the Fire, Don Henley - The End of the Innocence                                                                                              |
| 1990 | VMA    | Miglior montaggio (Jim Haygood)                                                         | Vogue                                             | Vinto     | nomination: Aerosmith - Janie's Got a Gun, MC Hammer - U Can't Touch This, Don Henley - The End of the Innocence |
| 1991 | VMA    | Miglior lungometraggio musicale                                                         | The Immaculate Collection                         | Vinto     | - |
| 1991 | VMA    | Miglior video femminile                                                                 | Like a Virgin - live from The Blond Ambition Tour | Candidato | vinto da Janet Jackson per Love Will Never Do (Without You) |
| 1991 | VMA    | Miglior coreografia                                                                     | Like a Virgin - live from The Blond Ambition Tour | Candidato | vinto dai C+C Music Factory per Gonna Make You Sweat (Everybody Dance Now) |
| 1993 | VMA    | Miglior direzione artistica (Jan Peter Flack)                                           | Rain                                              | Vinto     | nomination: Aerosmith - Livin' on the Edge, Faith No More - A Small Victory, Lenny Kravitz - Are You Gonna Go My Way, K.D. Lang - Constant Craving, R.E.M. - Man on the Moon, Sting - If I Ever Lose My Faith in You |
| 1993 | VMA    | Miglior fotografia (Harris Savides)                                                     | Rain                                              | Vinto     | (nomination: Duran Duran - Ordinary World, En Vogue - Free Your Mind, K.D. Lang - Constant Craving, Sting - If I Ever Lose My Faith in You                                                                           |
| 1994 | VMA    | Miglior video tratto da un film (dal film 110 e lode)                                   | I'll Remember                                     | Candidato | vinto da Bruce Springsteen per Streets Of Philadelphia dal film Philadelphia |
| 1995 | VMA    | Miglior video dance                                                                     | Human Nature                                      | Candidato | vinto da Michael & Janet Jackson per Scream |
| 1995 | VMA    | Miglior coreografia                                                                     | Human Nature                                      | Candidato | vinto da Michael & Janet Jackson per Scream |
| 1995 | VMA    | Miglior direzione artistica                                                             | Take a Bow                                        | Candidato | vinto da Michael & Janet Jackson per Scream |
| 1995 | VMA    | Miglior video femminile                                                                 | Take a Bow                                        | Vinto     | nomination: Des'ree - You Gotta Be, PJ Harvey - Down by the Water, Annie Lennox - No More "I Love You's" |
| 1996 | VMA    | Video dell'anno                                                                         | Veràs                                             | Vinto     | versione spagnola di You'll See |
| 1996 | VMA    | Miglior video femminile                                                                 | Veràs                                             | Vinto     | versione spagnola di You'll See |
| 1996 | VMA    | Miglior fotografia                                                                      | You'll See                                        | Candidato | vinto dagli Smashing Pumpkins per Tonight, Tonight |
| 1998 | VMA    | Migliori effetti speciali (Steve Murgatroyd, Dan Williams, Steve Hiam, Anthony Walsham) | Frozen                                            | Vinto     | nomination: Aerosmith - Pink, Aphex Twin - Come to Daddy, Foo Fighters - Everlong, Garbage - Push it |
| 1998 | VMA    | Artista del Decennio                                                                    | Madonna                                           | Vinto     | premio speciale alla carriera |
| 1998 | VMA    | Miglior video dance                                                                     | Ray of Light                                      | Candidato | vinto dai Prodigy per Smack My Bitch Up |
| 1998 | VMA    | Migliore video di impatto                                                               | Ray of Light                                      | Candidato | vinto dai Prodigy per Smack My Bitch Up |
| 1998 | VMA    | Migliore fotografia                                                                     | Ray of Light                                      | Candidato | vinto da Fiona Apple per Criminal |
| 1998 | VMA    | Video dell'anno                                                                         | Ray of Light                                      | Vinto     | nomination: Brandy & Monica - The Boy Is Mine, Puff Daddy - It's All About the Benjamins, Will Smith - Gettin' Jiggy Wit It, The Verve - Bitter Sweet Symphony                                                       |
| 1998 | VMA    | Miglior video femminile                                                                 | Ray of Light                                      | Vinto     | nomination: Fiona Apple - Criminal, Mariah Carey - Honey, Natalie Imbruglia - Torn, Shania Twain - You're Still the One                                                                                              |
| 1998 | VMA    | Miglior regia (Jonas Åkerlund)                                                          | Ray of Light                                      | Vinto     | nomination: Garbage - Push it, Wyclef Jean - Gone Till November, Prodigy - Smack My Bitch Up, Radiohead - Karma Police                                                                                               |
| 1998 | VMA    | Miglior montaggio (Jonas Åkerlund)                                                      | Ray of Light                                      | Vinto     | nomination: Aerosmith - I Don't Want to Miss a Thing, Garbage - Push it, Prodigy - Smack My Bitch Up |
| 1998 | VMA    | Miglior coreografia                                                                     | Ray of Light                                      | Vinto     | nomination: Busta Rhymes - Put Your Hands Where My Eyes Could See, Wyclef Jean - We're Trying to Stay Alive, Will Smith - Gettin' Jiggy Wit It                                                                       |
| 1998 | EMA    | Miglior performance femminile                                                           | Ray of Light                                      | Vinto     | - |
| 1998 | EMA    | Miglior album                                                                           | Ray of Light                                      | Vinto     | - |
| 1999 | VMA    | Migliori effetti speciali                                                               | Nothing Really Matters                            | Candidato | vinto dai Garbage per Special |
| 1999 | VMA    | Miglior video da un film (da Austin Powers - La spia che ci provava)                    | Beautiful Stranger                                | Vinto     | nomination: Aaliyah - Are You That Somebody, Jay-Z - Can I Get a..., Will Smith - Wild Wild West |
| 1999 | VMA    | Miglior video femminile                                                                 | Beautiful Stranger                                | Candidato | vinto da Lauryn Hill per Doo Wop (That Thing) |
| 1999 | VMA    | Miglior fotografia                                                                      | Beautiful Stranger                                | Candidato | vinto dai Fatboy Slim per Praise You |
| 1999 | EMA    | Miglior video                                                                           | Beautiful Stranger                                | Candidato | vinto dai Blur per Coffee & TV |
| 1999 | EMA    | Miglior performance femminile                                                           | Beautiful Stranger                                | Candidato | vinto da Britney Spears per ...Baby One More Time |
| 2000 | VMA    | Migliori fotografia                                                                     | American Pie                                      | Candidato | vinto da Macy Gray per Do Something |
| 2000 | EMA    | Migliori canzone                                                                        | Music                                             | Candidato | vinto da Robbie Williams per Rock DJ |
| 2000 | EMA    | Miglior artista femminile                                                               | Madonna                                           | Vinto     | nomination: Janet Jackson, Jennifer Lopez, Britney Spears, Melanie C |
| 2000 | EMA    | Miglior artista dance                                                                   | Madonna                                           | Vinto     | nomination: Moby, Moloko, Sonique, Artful Dodger |
| 2001 | VMA    | Miglior video femminile                                                                 | Don't Tell Me                                     | Candidato | vinto da Eve & Gwen Stefani per Let Me Blow Ya Mind |
| 2001 | VMA    | Migliori coreografia                                                                    | Don't Tell Me                                     | Candidato | vinto dai Fatboy Slim per Weapon of Choice |
| 2003 | VMA    | Miglior video da un film (dal film Agente 007 - La morte può attendere)                 | Die Another Day                                   | Candidato | vinto da Eminem per Lose Yourself dal film 8 Mile |
| 2006 | VMA    | Video dell'anno                                                                         | Hung Up                                           | Candidato | vinto dai Panic! At The Disco per I Write Sins not Tragedies |
| 2006 | VMA    | Miglior video femminile                                                                 | Hung Up                                           | Candidato | vinto da Kelly Clarkson per Because of You |
| 2006 | VMA    | Miglior video pop                                                                       | Hung Up                                           | Candidato | vinto da Pink (cantante) per Stupid Girls |
| 2006 | VMA    | Miglior video dance                                                                     | Hung Up                                           | Candidato | vinto dalle Pussycat Dolls & Snoop Dogg dal film Buttons |
| 2006 | VMA    | Miglior coreografia                                                                     | Hung Up                                           | Candidato | vinto da Shakira & Wyclef Jean dal film Hips Don't Lie |
| 2006 | EMA    | Miglior artista femminile                                                               | Confessions on a Dance Floor                      | Candidato | vinto da Christina Aguilera per Back to Basics |
| 2006 | EMA    | Migliore artista pop                                                                    | Confessions on a Dance Floor                      | Candidato | vinto da Justin Timberlake per FutureSex/LoveSounds |
| 2006 | EMA    | Miglior album                                                                           | Confessions on a Dance Floor                      | Candidato | vinto da Red Hot Chili Peppers per Stadium Arcadium |
| 2008 | VMA    | Miglior coreografia                                                                     | 4 Minutes                                         | Candidato | vinto dalle Pussycat Dolls per When I Grow Up |

## Esibizioni
- 1984
- alla prima edizione degli MTV Video Music Awards, a New York, Madonna si esibisce in Like a Virgin, scendendo da una torta nuziale con indosso un abito da sposa (lo stesso utilizzato per il videoclip della canzone), per poi rotolarsi sul pavimento del palco con movenze sensuali; all'epoca l'esibizione fu considerata scandalosa, e l'emittente MTV fu accusata di non avere censurato lo show.

- 1987
  - durante la cerimonia di premiazione degli MTV Video Music Awards, a Los Angeles, viene proposta una registrazione dell'esibizione live di Causing a Commotion tratta dall'Who's That Girl Tour.

- 1989
  - alla cerimonia degli MTV Video Music Awards, a Los Angeles, Madonna canta Express Yourself, con un'esibizione nello stesso stile del videoclip del brano.

- 1990
  - alla cerimonia degli MTV Video Music Awards, a Los Angeles, Madonna interpreta Vogue, con costumi e scenografia in stile Luigi XIV e nove ballerini (la performance è stata pubblicata nella raccolta di video The Immaculate Collection e nel DVD/VHS promozionale del video di Justify My Love).

- 1993
  - alla cerimonia di premiazione degli MTV Video Music Awards, a Los Angeles, viene proposta una esibizione live di Bye Bye Baby tratta dal Girlie Show.

- 1998
  - alla cerimonia di premiazione degli MTV Video Music Awards, a Los Angeles, Madonna interpreta Shanti/Ashtangi con un look ed un'atmosfera orientali; dopo un veloce cambio d'abito, esegue Ray of Light, accompagnata alla chitarra da Lenny Kravitz
  - Madonna partecipa per la prima volta alla cerimonia degli MTV Europe Music Awards, a Milano, interpretando The Power of Good-Bye, accompagnata da un'orchestra di 14 elementi.

- 2000
  - seconda esibizione di Madonna agli MTV Europe Music Awards, a Stoccolma: interpreta Music, mentre sullo sfondo un maxi-schermo proietta un montaggio di immagini celebrative della carriera della cantante.

- 2003
  - agli MTV Video Music Awards Madonna si esibisce in una performance ormai celebre, insieme a Britney Spears, Christina Aguilera e Missy Elliott. L'esibizione è un tributo alla prima performance di Madonna ai Video Music Awards del 1984 in cui la star interpretò Like a Virgin in abito da sposa. Stavolta sul palco, dove troneggia un'enorme torta nuziale, sono Britney Spears e Christina Aguilera a intonare Like a Virgin vestite in abito bianco. Subito dopo dalla torta esce Madonna che stavolta è vestita da sposo (con tanto di cilindro) e canta Hollywood, insieme alla rapper americana Missy Elliot. L'esibizione fu condierata scandalosa perché ad un tratto Madonna sfila la giarrettiera a Christina Aguilera e finisce per sigillare un bacio sulla bocca prima a Britney Spears e poi a Christina Aguilera.

- 2005
  - Madonna apre la cerimonia degli MTV Europe Music Awards, a Lisbona, uscendo da una gigantesca palla da discoteca e intonando Hung Up.